# José Andrés
José Ramón Andrés Puerta (sinh ngày 13 tháng 7 năm 1969), được gọi là José Andrés, là một đầu bếp người Mỹ gốc Tây Ban Nha. Ông sở hữu các nhà hàng ở Washington DC; Philadelphia; Los Angeles; Las Vegas; South Beach, Florida và Dorado, Puerto Rico. Ông còn là Chủ tịch hội đồng cố vấn cho LA Kitchen, một doanh nghiệp xã hội ở Los Angeles, California hoạt động để giảm lượng rác thực phẩm, cung cấp đào tạo nghề và tăng khả năng tiếp cận thực phẩm dinh dưỡng. Vào tháng 9 năm 2016, ông được Tổng thống Obama trao tặng Huy chương Nhân văn Quốc gia. Ông được Tạp chí Time bình chọn là 100 nhân vật ảnh hưởng nhất trên thế giới vào năm 2012 và năm 2018.

## Sự nghiệp
Ông đã lên kế hoạch mở một nhà hàng ở Trump International Hotel ở Washington, DC vào năm 2016. Tuy nhiên, sau khi Donald Trump đưa ra những bình luận phân biệt về người Mexico vào tháng 6 năm 2015, Ông rút khỏi hợp đồng với Tổ chức Trump, sau đó đã kiện Trump. Ông phản đối, và các bên đã đến một khu định cư vào tháng 4 năm 2017. Andrés vẫn là một nhà phê bình thẳng thắn về Trump
Ông nổi lên như một nhà lãnh đạo của những nỗ lực cứu trợ thiên tai ở Puerto Rico sau cơn bão Maria vào năm 2017. Những nỗ lực của ông để cung cấp hỗ trợ gặp phải những trở ngại từ FEMA và các quan chức chính phủ, thay vào đó, "chúng tôi mới bắt đầu nấu ăn." Ông đã tổ chức một phong trào cơ sở của đầu bếp và tình nguyện viên để thiết lập thông tin liên lạc, nguồn cung cấp thực phẩm và các nguồn lực khác và bắt đầu phục vụ các bữa ăn. Cuối cùng, Andrés và tổ chức World Central Kitchen đã phục vụ hơn 2.000.000 bữa ăn trong tháng đầu tiên sau cơn bão

## Giải thưởng
- Đầu bếp giỏi nhất của Vùng Trung Đại Tây Dương (James Beard Foundation, 2003)[10]
- Đầu bếp của năm (Bon Appetit, 2004)
- Danh sách Saveur 100 (Saveur, 2004)
- Nam giới của năm (GQ, 2009)
- Orden de las Artes y las Letras de España - Trật tự nghệ thuật và chữ cái (Nội các của Tây Ban Nha, 2010)
- Giải thưởng Vilcek về Nghệ thuật ẩm thực (2010)
- Đầu bếp xuất sắc (James Beard Foundation, 2011)[11]
- Một trong 100 người có ảnh hưởng nhất thế giới (năm 2012)[12]
- Huy chương Nhân văn Quốc gia 2015[13]
- Hướng dẫn Michelin Washington, DC, 2 sao cho minibar của José Andrés, 2016
- Bằng tiến sĩ danh dự về dịch vụ công của Đại học George Washington, ngày 18 tháng 5 năm 2014, khi ông là diễn giả bắt đầu của trường đại học tại National Mall[14]